# Convento del Corpus Christi (Zamora)
El convento del Corpus Christi, también llamado del Tránsito, de Clarisas Descalzas en Zamora (España) fue construido a principios del siglo XVI, como casa de doña Ana de Osorio y don Juan de Carbajal, siendo doña Ana de Osorio quien en su testamento ordenó donar «las casas de su morada y toda su hacienda, para que se fundase un monasterio de primera regla de Santa Clara, que vulgarmente se llaman "Descalzas"». 
El conjunto conventual está formado por un importante número de dependencias, estructuradas en torno a un claustro que constituye la pieza arquitectónica más relevante del conjunto. El objeto del expediente de declaración de bien de interés cultural es el claustro con la primera crujía. 
El claustro es de forma rectangular, consta de dos pisos. Los pórticos sustentantes que lo configuran están formados por columnas dóricas y arcos carpaneles de piedra, muy bien labrados en la planta baja, y por columnas de orden jónico en la planta superior, que soportan unas preciosas zapatas de madera sobre la que una gran carrera sirve como durmiente y estribo de las armaduras principales de la cubierta y del sistema de canes tallados que conforman el alero. 
Los intercolumnios del claustro se cierran con fábricas de ladrillo de tejar, existiendo en cada uno de ellos dos huecos en planta baja y uno en la planta superior, que permiten la ventilación e iluminación de los corredores interiores.